# Bergianska trädgården

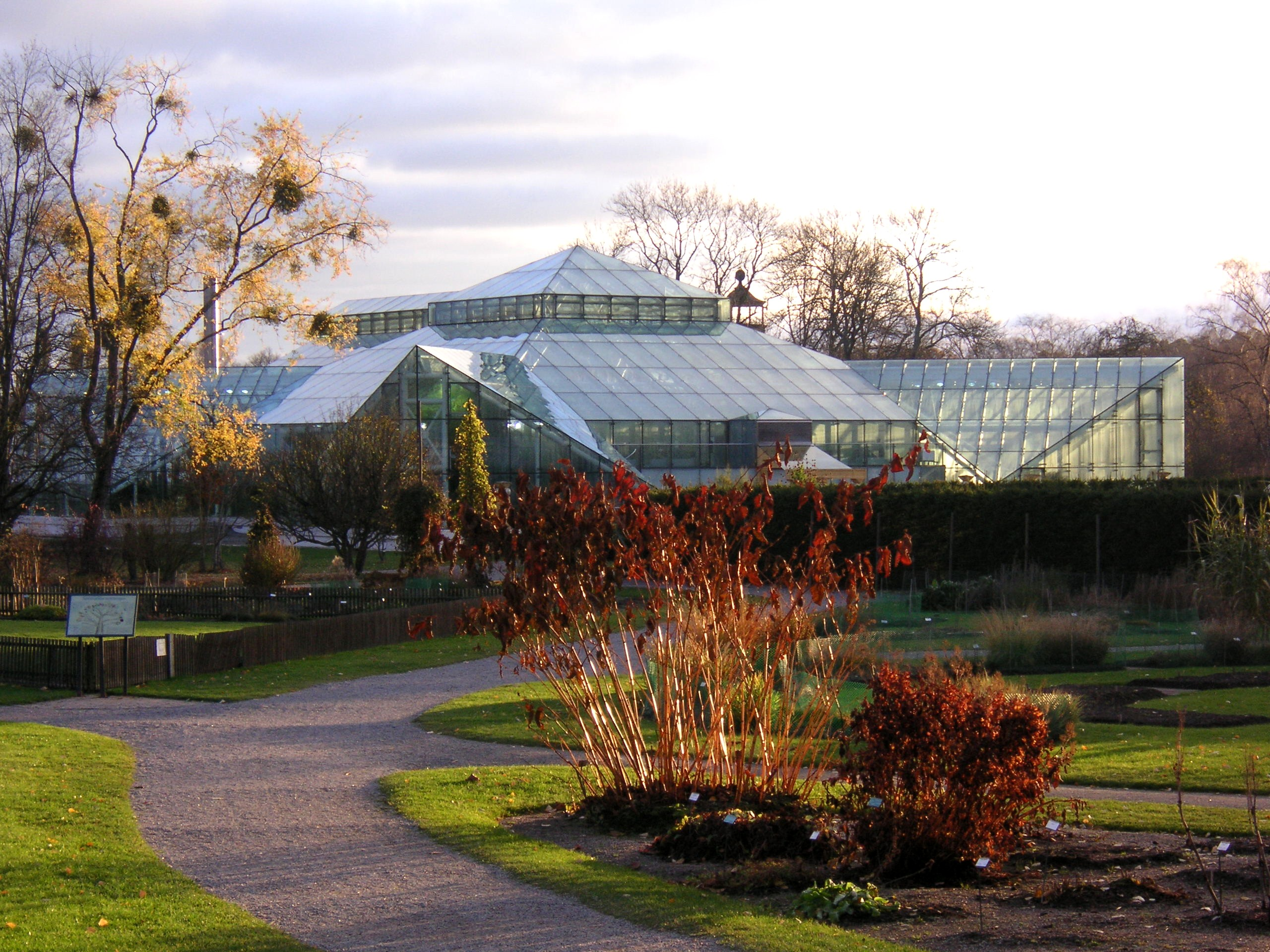
Das Edvard Andersson Gewächshaus im November 2007

Der Bergianska trädgården ist der botanische Garten von Stockholm, gelegen am See Brunnsviken im nördlichen Djurgården im Gebiet Frescati in Stockholm. Die gesamte Anlage steht seit 1993 als Byggnadsminne unter Denkmalschutz.

## Geschichte

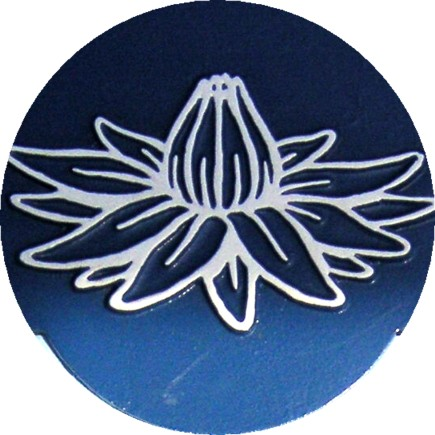
Logo

Der Bergianska botaniska trädgården hat seinen Ursprung in einem Garten namens Bergielund, den die Brüder Bengt und Peter Jonas Bergius Mitte des 18. Jahrhunderts im jetzigen Stockholmer Stadtteil Vasastaden angelegt hatten. Nach ihrem Tod 1771 donierten sie das Eigentum der königlichen Akademie der Wissenschaften und der Bergianischen Stiftung. Laut Stiftung sollte ein Verwalter mit dem Titel Professor Bergianus dem Garten vorstehen. Der Garten sollte als Baumschule und botanische Versuchsanlage dienen. Im Jahr 1885 zog der botanische Garten an seinen jetzigen Standort am Brunnsviken.

## Bauten
Mit Beginn des 20. Jahrhunderts wurden verschiedene neue Gebäude errichtet, unter ihnen eine Orangerie für tropische Gewächse (heute Café und Ausstellung), sowie Bauten für Personal, Bibliothek und Büros. 1899–1900 entstand das hübsche kleine Victoria-Gewächshaus, ein Kuppelbau ganz aus Glas und Eisen, für Seerosen, speziell die Riesenseerose Victoria regia. Der größte Neubau kam 1995 dazu, das Edvard-Andersson-Gewächshaus. Andersson war ein Industrieller und hatte schon 1936 nach seinem Tod der Akademie der Wissenschaften die Mittel für ein Gewächshaus für hauptsächlich Pflanzen aus dem Mittelmeerraum testamentiert.

## Der Park
Große Teile des botanischen Parks sind nach der biologischen Verwandtschaft der Pflanzen angelegt und enthalten viele Bäume und Büsche der nördlichen Halbkugel. Innerhalb einer schützenden Tannenhecke befindet sich ein großer Garten mit Küchengewächsen und Kräutern. Zum zweihundertsten Jubiläum der Bergianischen Stiftung 1991 wurde der Japanische Damm angelegt. Der Park ist seit 1991 Teil des Nationalstadtparks Ekoparken.

## Bilder
|  |  |  |  |